# Loganin
Loganin ist eine organisch chemische Verbindung und gehört zu den Gruppen der Iridoide und Glycoside.

## Vorkommen

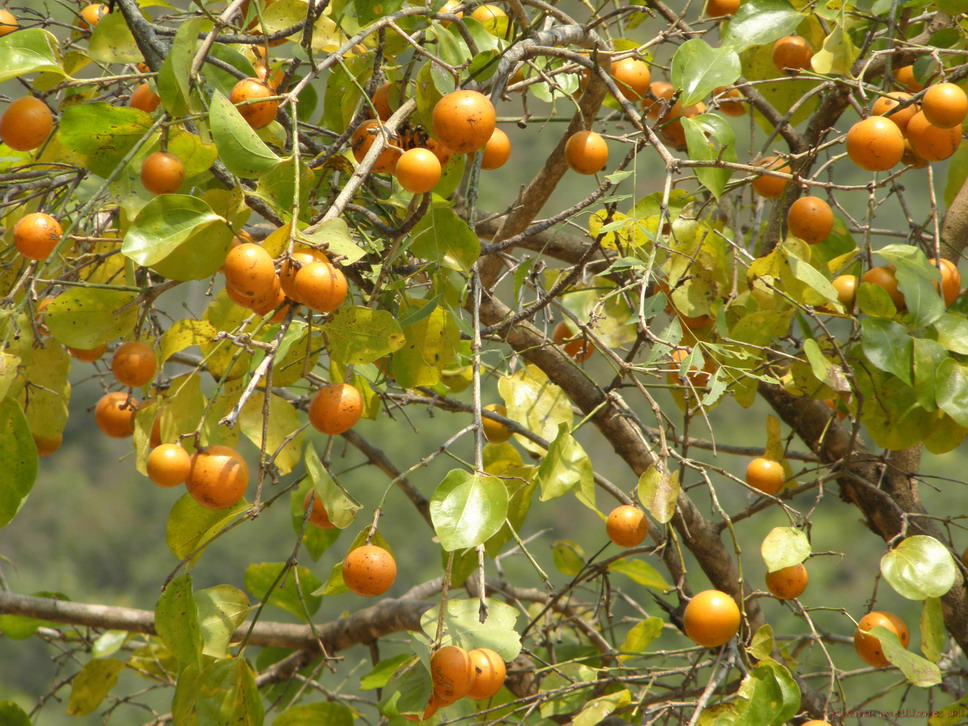
Gewöhnliche Brechnuss

Loganin ist ein wichtiger bioaktiver Wirkstoff in der Asiatischen Kornelkirsche (Cornus officinalis). Es kommt auch in der Gewöhnlichen Brechnuss (Strychnos nux-vomica) vor, wo es ein Schlüsselintermediat in der Biosynthese verschiedener Alkaloide ist. Daneben kommt es noch in vielen anderen Pflanzen vor, beispielsweise in zahlreichen Arten der Gattung Heckenkirschen.

## Biosynthese
Die Biosynthese verläuft möglicherweise über Geraniol und Iridotrial, einen Aldehyd. Dieser wird zur Carbonsäure oxidiert und mit UDP-Glucose glycosyliert. Eine andere vorgeschlagene Route verläuft zunächst über mehrere Hydroxylierungen und Oxidationen des Geraniols, bevor das Molekül cyclisiert wird. Die letzten Schritte wären in beiden Fällen der Aufbau des Methylesters und die Hydroxylierung an der Cyclopentan-Einheit.

## Herstellung
Mehrere Totalsynthesen des Loganins sind bekannt.

## Eigenschaften
Loganin ist gut wasserlöslich, mäßig löslich in Ethanol und schlecht löslich in vielen anderen organischen Lösungsmitteln wie Diethylether, Aceton und Chloroform.

## Biologische und pharmakologische Eigenschaften
In verschiedenen Studien hat Loganin eine große Bandbreite an pharmakologischen Wirkungen gezeigt, unter anderem antioxidativ, entzündungshemmend, antidiabetisch, neuroprotektiv und Antitumorwirkung. Im Tierversuch mit diabetischen Mäusen konnte die Verbindung beispielsweise den Blutzucker senken. Auch eine entzündungshemmende Wirkung bei Sepsis wurde in Versuchen an Mäusen festgestellt.